# Boomerang (pel·lícula)
Boomerang! és una pel·lícula semidocumental nord-americana de 1947 basada en la història real d'un vagabund acusat d'assassinat que és declarat no culpable pels esforços del fiscal. És protagonitzada per Dana Andrews, Lee J. Cobb, Karl Malden, Arthur Kennedy i Jane Wyatt, amb veus en off de Reed Hadley.
La pel·lícula va ser dirigida per Elia Kazan i adaptada d'una història del Reader's Digest del 1945 escrita per Fulton Oursler (acreditat com Anthony Abbot) basada en un crim real de 1924. La pel·lícula es va rodar majoritàriament a Stamford (Connecticut), després que a Kazan se li negués el permís per filmar a Bridgeport (Connecticut), on es va produir el crim i el judici.
La pel·lícula va participar en el 2n Festival Internacional de Cinema de Canes.

## Argument
El sacerdot episcopal pare Lambert és assassinat a trets en un carrer de Bridgeport (Connecticut) durant la nit. La policia, dirigida pel cap Robinson, no troba immediatament l'assassí. El cas aviat es converteix en una patata calenta política, amb la policia acusada d'incompetència i l'administració reformista de la ciutat atacada per la màquina política que havia desplaçat. Robinson i el fiscal Henry Harvey s'enfronten a una forta pressió per part dels líders polítics, la premsa i el públic per trobar l'assassí o buscar ajuda externa.
Els intensos esforços locals no donen resultat. Tanmateix, el veterà militar vagabund John Waldron és arrestat a Ohio i coincideix en la descripció general del sospitós d'assassinat. És extradit a Connecticut i identificat en una identificació. Waldron és interrogat durant dos dies per la policia fins que, patint una greu privació del son, confessa. Es creu que una pistola que estava en el seu poder és la que es va utilitzar en el tiroteig, i el testimoni dels testimonis i altres proves circumstancials semblen prou sòlides per garantir la condemna.
Harvey interroga Waldron i investiga les proves i els testimonis. Desenvolupa seriosos dubtes sobre la culpabilitat de Waldron. Al tribunal, Harvey afirma que un fiscal ha de buscar justícia, no sols intentar condemnar. Presenta els defectes de la causa davant el jutge i indica que té la intenció de desestimar els càrrecs. Sospitant que la súplica de Harvey està motivada per motius polítics, el jutge li adverteix que sotmetrà les seves accions al màxim escrutini. El cap Robinson frustra una multitud de linxaments que intenta apoderar-se de Waldron fora de l'edifici de la cort.
Harvey és amenaçat pel cap del partit reformista i estafador immobiliari Paul Harris, que li fa xantatge basant-se en la contribució innocent de la dona d'en Harvey a un fons comunitari per a terrenys del parc que Harris posseeix en secret. Harvey amenaça amb treure físicament a Harris de casa seva.
En una audiència preliminar, Harvey presenta proves detallades que portarien a l'exoneració de Waldron. Mentrestant, un periodista porta a terme la seva pròpia investigació sobre possibles delictes. Al tribunal, el periodista amenaça en secret amb revelar el doble tracte de Harris, i Harris se suïcida a la sala.
Waldron és exonerat i el narrador explica que l'assassinat no es va resoldre mai i que el personatge d'Henry Harvey havia representat Homer Cummings, que va passar de fiscal de l'estat a convertir-se en el fiscal general dels Estats Units.

## Repartiment
- Dana Andrews com a advocat de l'estat Henry L. Harvey
- Jane Wyatt com a Madge Harvey
- Lee J. Cobb com el cap Harold F. "Robby" Robinson
- Cara Williams com Irene Nelson (cambrera del Coney Island Cafe)
- Arthur Kennedy com a John Waldron (sospitat d'assassinat)
- Sam Levene com a Dave Woods (reporter, Morning Record)
- Taylor Holmes com a T.M. Wade (editor de Morning Record)
- Robert Keith com "Mac" McCreery
- Ed Begley com a Paul Harris
- Karl Malden com a Det. Tinent White
- William Challee com a Stone, l'assistent d'en Harvey
- Lewis Leverett com a Whitney, l'assistent de Harvey
- Arthur Miller com a sospitós de la formació policial (sense acreditar)
- Wyrley Birch com el Pare Lambert (sense acreditar)
- Philip Coolidge com a Jim Crossman (sense acreditar)

## Antecedents

### Base factual
La pel·lícula es basa en un cas d'assassinat real de 1924 que es va produir a Bridgeport (Connecticut). Mentre caminava a prop del Lyric Theatre al centre de Bridgeport, el Rev. Hubert Dahme (el pare George Lambert a la pel·lícula) va rebre un tret mortal darrere de l'orella esquerra per una pistola disparada a curta distància. Els del teatre es van quedar tan sorpresos que ningú no va pensar en demanar una ambulància fins que havien passat deu minuts. Dues hores més tard, el sacerdot va ser declarat mort a l'Hospital St. Vincent de Bridgeport. Harold Israel, un soldat vagabund i llicenciat, va ser acusat de l'assassinat Israel va confessar el crim i es va trobar en el seu poder un revòlver de calibre 32 que la policia creia que s'havia utilitzat en l'assassinat. L'advocat de l'estat del comtat de Fairfield Homer Cummings va dur a terme una investigació exhaustiva i va exonerar Israel del crim. Cummings (Henry Harvey a la pel·lícula) més tard es va convertir en Fiscal General dels Estats Units sota Franklin D. Roosevelt. El Morning Record va ser el nom utilitzat a la pel·lícula per al Bridgeport Post (ara el Connecticut Post).

### Llocs de rodatge
Gairebé tota la pel·lícula es va rodar a Stamford (Connecticut) excepte l'escena de la sala del tribunal rodada al Tribunal Superior del Comtat de Westchester a White Plains (Nova York).
Localitzacions de Stamford:
- El South End de Stamford, particularment a la capella de Saint Luke.
- Antic Ajuntament, especialment les oficines de la policia i l'escala que condueix a la sala.
- La casa Altschul a Den Road (per a una reunió de ciutadans destacats).
- La part davantera i la vorera del Teatre Plaza, que es trobava a Greyrock Place (on ara hi ha una calçada que condueix al centre comercial Stamford Town Center).
- Les antigues oficines de The Advocate, el diari de Stamford, a Atlantic Street. Alguns membres de la redacció de l'Advocat van ser utilitzats en l'escena en què s'informava que l'assassí havia estat capturat.

La pel·lícula es va estrenar al Palace Theatre de Stamford el 5 de març de 1947, amb la presència de Kazan i Andrews. Més tard, Kazan va dirigir el 1947 la guanyadora de l'Oscar a la millor pel·lícula Gentleman's Agreement, també protagonitzada per Jane Wyatt, que té lloc a la propera Darien (Connecticut) i va ser filmada parcialment a la zona.

### Legal
A la pel·lícula, l'interrogatori policial de John Waldron continua després que Waldron exerceixi el seu dret a un advocat sol·licitant un advocat. Aquesta pràctica seria posteriorment declarada inconstitucional per la Cort Suprema en el cas històric de 1981 Edwards v. Arizona.

## Recepció

### Resposta crítica
En una ressenya contemporània de The New York Times, el crític Bosley Crowther va parlar de la realització de la pel·lícula, escrivint que "... l'estil de presentació ha donat lloc a un drama d'una claredat i un ganxo estranys."
Variety va publicar una ressenya positiva, escrivint: "Boomerang! és un melodrama apassionant de la vida real, explicat en estil semidocumental. La visualització es va fer a Stamford. Conn, l'entorn afegeix realisme. Basat en un cas d'assassinat encara no resolt a Bridgeport, Conn, la trama està recolzada amb un repartiment fort... Tots els protagonistes tenen el segell de l'autenticitat. El diàleg i les situacions afavoreixen la tècnica dels fets. Lee J. Cobb es mostra amb força com a detectiu en cap, assetjat per la premsa i els polítics per igual mentre intenta exercir les seves funcions. Arthur Kennedy és fantàstic com a sospitós."

### Premis i honors
Guanyadors
- National Board of Review: NBR Award, Millor director, Elia Kazan; 1947.
- New York Film Critics Circle Awards: Premi NYFCC al millor director, Elia Kazan; 1947.

Nominacions
- Premis Oscar: Oscar al millor guió, Richard Murphy; 1947.

La pel·lícula és reconeguda per l'American Film Institute en aquestes llistes:
- 2001: AFI's 100 Years...100 Thrills – Nominada[7]

## Adaptacions
Boomerang! es va dramatitzar com una obra de ràdio de mitja hora a l'emissió del 10 de novembre de 1947 de The Screen Guild Theatre amb Dana Andrews i Jane Wyatt, a l'emissió del 14 de gener de 1949 del Ford Theatre amb Andrews i a Hollywood Sound Stage amb Tyrone Power i Wyatt el 28 de febrer de 1952.